# 盐生肉苁蓉
盐生肉苁蓉（学名：Cistanche salsa）为列当科肉苁蓉属下的一个种。

## 扩展阅读
- 維基物種上的相關：盐生肉苁蓉